# Liste der Monuments historiques in Sainte-Solange
Die Liste der Monuments historiques in Sainte-Solange führt die Monuments historiques in der französischen Gemeinde Sainte-Solange auf.

## Liste der Bauwerke
| Bezeichnung        | Beschreibung              | Standort | Kennzeichnung | Schutzstatus | Datum | Bild           |
| ------------------ | ------------------------- | -------- | ------------- | ------------ | ----- | -------------- |
| Kirche Ste-Solange | Erbaut im 12. Jahrhundert | (Lage)   | PA00096897    | Classé       | 1913  | weitere Bilder |

## Liste der Objekte

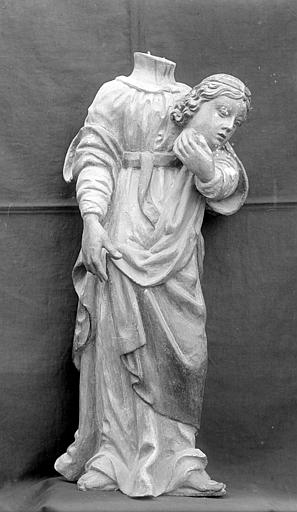
Skulptur Sainte-Solange

- Monuments historiques (Objekte) in Sainte-Solange in der Base Palissy des französischen Kultusministeriums